# Historia del humor
Una historia del humor tendría que presentar los aspectos más importantes del tema recogiendo datos de varios estudios publicados. Los trabajos indicados pueden ser generales o particulares.  En este último caso dedicados a un género, un autor, una época o una cultura determinada.
En cuanto al objeto directo del artículo, el humor en su definición más general (relacionada con los puntos de vista cómicos o divertidos), hay que tener en cuenta las diversas variantes posibles: humor blanco, humor negro, humor procaz, humor escatológico, humor absurdo, humor surrealista, etc. También son importantes otros tópicos que pueden estar relacionados con el humorismo: sátira, parodia, ironía, sarcasmo, simpatía, alegría, comicidad, hilaridad, chiste, desgracia ajena, broma, .... y otros muchos .

## Antiguas civilizaciones
Según algunos testigos, hay ejemplos de humor en textos sumerios  y asirios.
También hay documentos gráficos y escritos en la cultura del Antiguo Egipto.

## Antigua Grecia
Una de las formas más conocidas de humor es la  comedia griega. Hay que tener en cuenta también la existencia de un libro de chistes de aquel periodo ( Philogelos) y las representaciones gráficas divertidas  que se han conservado en  la cerámica pintada.
Aristóteles trató de la comedia en su obra Poética citando en numerosas referencias al humor refinado, aplicado con moderación en momentos oportunos; humor grosero, exagerado y expresado en ocasiones inoportunas).

## Antigua Roma
De manera parecida a los griegos, los romanos cultivaron la comedia. Hay que destacar dos autores: Plauto  i Terencio.
Un género satírico nuevo, el epigrama, fue inventado y practicado por Marco Valerio Marcial. Algunos de sus poemas son una muestra  de humor al más alto nivel.
La única novela latina conservada íntegramente, Las Metamorfosis de Lucio Apuleo, presenta varias anécdotas cómicas.
Otro género de invención romana fue la  sátira. Por lo menos en el nombre ("satura" en latín).

## Época medieval
Las obras con aspectos humorísticos forman una parte pequeña, pero significativa, de la literatura medieval. Hay estudios diversos sobre aspectos concretos del humor en este periodo. Las obras (y los autores) más importantes han sido comentadas y citadas por los especialistas: 
- Los cuentos de Canterbury, Geoffrey Chaucer
- Decameró, Giovanni Boccaccio
- Libro de buen amor,  arcipreste de Hita
- Piers Plowman, William Langland.[22][23]

### Humor oral
Del humor oral de la época considerada hay numerosas referencias y pocos documentos conservados. Algunos predicadores empleaban figuras e historias amenas (a veces de tonos bastante subidos) en sus sermones religiosos. La idea era, probablemente, atraer la atención de los fieles divirtiéndoles un poco entre los pesados consejos morales y teológicos.
Un tipo de humor oral estable lo producían los bufones en las cortes reales y castillos nobiliarios. Se trataba de una comicidad a dos bandas: el bufón exponía chistes o daba réplicas ingeniosas, pero era la víctima fácil de desgracias y críticas de los otros.
El humor itinerante iba a cargo de trovadores, goliardos y cómicos ambulantes.

### Escultura
En la escultura en piedra (capiteles y gárgolas) y obras de madera cortada de la arquitectura religiosa y civil hay ejemplos de representaciones escatològiques y eróticas que algunos relacionan con el humor.

### Manuscritos
En todo tipo de manuscritos, incluyendo las obras religiosas (que eran las más numerosas) hay muestras de humor gráfico o notas cómicas. Los dibujos pueden encontrarse en la Letra capital, los motivos de decoración o en los márgenes de página. La denominación genérica y plural de todo el que no forma parte del texto principal son las "marginalia". Los motivos "humorísticos" son a menudo escatológicos, representaciones de monstruos y bestias fantásticas, o pornográficos.

### Cartas privadas
- [32]

- [33]

### Anécdotas
Hay algunas notas biográficas de personas famosas que explican anécdotas humorísticas o frases ocurrentes o ingeniosas.
Ejemplos:
- El astrolabio del marqués de Villena.[34]

- La carta a Mossen Gralla, de su mujer que al estar alejado de ella no la satisfacía sexualmente: "..Mossen Gralla, lo meu "Nxxx" no menja palla.." (Mossen Gralla, mi "Nxxx" no come paja).[35]

## Edad Moderna
En esta época hay dos cambios íntimamente relacionados: la difusión de la imprenta en Europa y el Renacimiento.  Estos cambios determinan una revolución en la producción de obras humorísticas (o con contenidos parcialmente humorísticos) y en el consumo y concepto social del humor. El humor simple y desmedido medieval se transforma en un humor más sofisticado y refinado. El humor que acompaña, de forma evidente o sutil, algunas obras consideradas “serias” facilita su comprensión y las sitúa de forma más acertada en una escala de valores. Una obra “completamente” seria podría decirse que se sitúa en un nivel superior, intocable e inabarcable.
El humanista Giovanni Pontano, miembro activo de la corte de Alfonso el Magnánimo en  Nápoles - en su obra De Sermone- definió el hombre ideal de aquella época: “vir doctus et facetus” (“Hombre  sabio y divertido”).

### Regreso a los clásicos
- [40]

### Humanistas y cortesanos
- Baldassare Castiglione.[41]
- Luis de Milán.[42]

## Época barroca
- [43]